# Amtsgericht Halberstadt

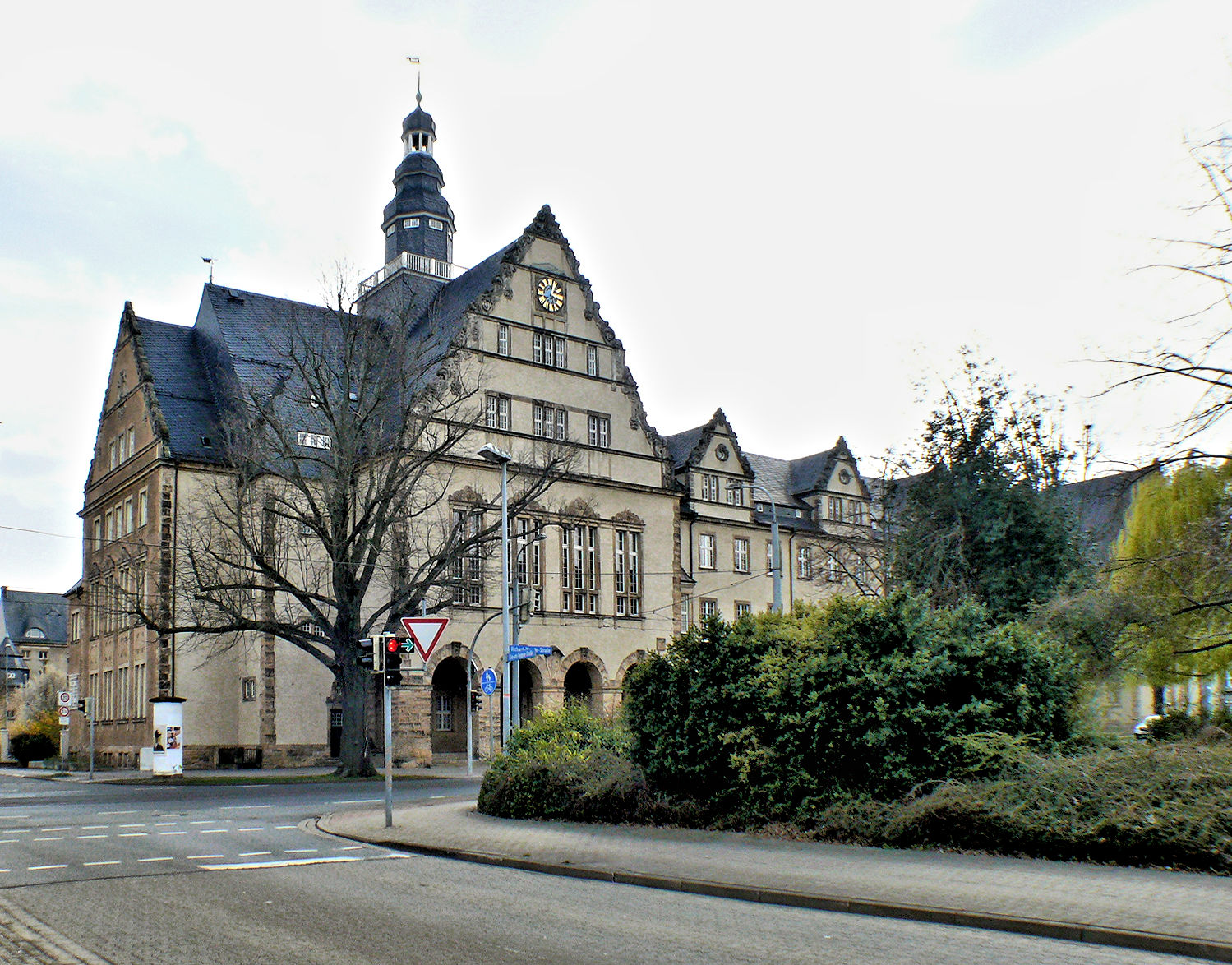
Gerichtsgebäude (2021)

Das Amtsgericht Halberstadt ist ein Gericht der ordentlichen Gerichtsbarkeit und eines von neun Amtsgerichten (AG) im Bezirk des Landgerichtes Magdeburg.

## Gerichtssitz und -bezirk
Das Gericht hat seinen Sitz in Halberstadt, der Kreisstadt des Landkreises Harz. Der 651 km² große Gerichtsbezirk umfasst die Städte und Gemeinden Groß Quenstedt, Halberstadt, Harsleben, Huy, Osterwieck, Schwanebeck und Wegeleben. In ihm leben fast 70.000 Menschen. Insolvenzverfahren aus dem Bezirk des AG Halberstadt bearbeitet das Amtsgericht Magdeburg. Zentrales Mahngericht ist das Amtsgericht Aschersleben, Registergericht das Amtsgericht Stendal. Dem Amtsgericht Halberstadt ist das Landgericht Magdeburg übergeordnet. Zuständiges Oberlandesgericht ist das Oberlandesgericht Naumburg.

## Geschichte
In Halberstadt bestand seit 1849 das Appellationsgericht Halberstadt und diesem nachgelagert das Kreisgericht Halberstadt. Im Rahmen der Reichsjustizgesetze wurden diese aufgehoben und durch Land- und Amtsgerichte ersetzt. Das königlich-preußische Amtsgericht Halberstadt wurde mit Wirkung zum 1. Oktober 1879 als eines von acht Amtsgerichten im Bezirk des Landgerichtes Halberstadt gebildet. Der Sitz des Gerichtes war Halberstadt. Der Amtsgerichtsbezirk bestand aus dem Landkreis Halberstadt ohne den Teil, der dem Amtsgericht Osterwick zugeordnet war, sowie aus dem Kreis Oschersleben die Amtsbezirke Aderstedt, Anderbeck, Badersleben, Dingelstedt, Oberförsterei Dingelstedt, Eilenstedt, Pabstorf, Röderhof, Schlanstedt und den Amtsbezirk Adersleben ohne den Gemeindebezirk Deesdorf. Im Jahre 1888 waren am Gericht sieben Richter tätig, es war damit das größte Gericht im Landgerichtsbezirk.
In Folge der Weltwirtschaftskrise wurden 60 Amtsgerichte auf Grund von Sparverordnungen aufgehoben. Mit der Verordnung über die Aufhebung von Amtsgerichten vom 30. Juli 1932 wurde das Amtsgericht Gröningen zum 30. September 1932 aufgehoben und sein Sprengel dem Amtsgericht Halberstadt zugeordnet. Nach dem Zweiten Weltkrieg wurden das Landgericht Halberstadt 1945 in der SBZ aufgehoben und das Amtsgericht Halberstadt wurde dem Landgericht Magdeburg zugeordnet. Im Jahre 1952 wurden das Amtsgericht Halberstadt aufgehoben und an seiner Stelle das Kreisgericht Halberstadt geschaffen. Dieses war für den Kreis Halberstadt zuständig und dem Bezirksgericht Magdeburg nachgeordnet. Nach dem Zusammenbruch der DDR wurde das Amtsgericht Halberstadt 1992 neu errichtet.

## Gerichtsgebäude
Das Gericht ist im Gebäude Richard-Wagner-Straße 52 untergebracht. Das Bauwerk wurde von 1908 bis 1911 nach einem Entwurf von Paul Thoemer im Stil des Historismus als Landgericht errichtet und steht heute unter Denkmalschutz.

## Richter
Folgende Richter waren am Amtsgericht tätig:
- Johann Heinrich Alverdes
- Theodor Boisly
- Enno Bommel
- Karl Borrmann